# Artabotrys scytophyllus
Artabotrys scytophyllus är en kirimojaväxtart som först beskrevs av Friedrich Ludwig Diels, och fick sitt nu gällande namn av Alberto Judice Leote Cavaco och Monique Keraudren. Artabotrys scytophyllus ingår i släktet Artabotrys och familjen kirimojaväxter. Inga underarter finns listade i Catalogue of Life.